# David E. Kelley
David Edward Kelley (Waterville, 4 aprile 1956) è un produttore televisivo, produttore cinematografico e sceneggiatore statunitense.

## Biografia
Nato a Waterville, nel Maine, ha frequentato la Belmont Hill School, l'Università di Princeton e poi giurisprudenza all'Università di Boston e ha inizialmente lavorato come avvocato a Boston. Negli anni ottanta è divenuto uno scrittore di sceneggiature. Inizialmente ha scritto molti episodi per la serie televisiva Avvocati a Los Angeles (L.A. Law), che poi ha anche prodotto, e più tardi ha co-creato Doogie Howser (Doogie Howser, M.D., con Steven Bochco creatore di Avvocati a Los Angeles), La famiglia Brock (Picket Fences), Chicago Hope, The Practice - Professione avvocati (The Practice), Ally McBeal, Spie (Snoops), Girls Club, Boston Public, The Brotherhood of Poland, N.H., e Boston Legal.

## Vita privata
È sposato con l'attrice Michelle Pfeiffer.

## Filmografia parziale

### Sceneggiatore
- A Gillian, per il suo compleanno (To Gillian on Her 37th Birthday), regia di Michael Pressman (1996)
- Mistery, Alaska, regia di Jay Roach (1999)
- Lake Placid, regia di Steve Miner (1999)
- The Crazy Ones – serie TV, 2 episodi (2013-2014)
- Big Little Lies - Piccole grandi bugie (Big Little Lies) – serie TV, 14 episodi (2017-2019) -  creatore
- Mr. Mercedes – serie TV, 15 episodi (2017-2019)
- The Undoing - Le verità non dette (The Undoing) – miniserie TV, 6 puntate (2020) -  creatore
- Big Sky – serie TV (2020-in corso) - creatore
- Cambio di direzione (Big Shot) – serie TV (2021-in corso) - creatore
- Nine Perfect Strangers – serie TV, 8 episodi (2021) - creatore
- Anatomia di uno scandalo (Anatomy of a Scandal) – miniserie TV, 6 episodi (2022) - creatore
- Love & Death – miniserie TV (2023)
- Presunto innocente (Presumed Innocent) – miniserie TV, 8 puntate (2024) - creatore

### Produttore
- Mistery, Alaska, regia di Jay Roach (1999)
- Lake Placid, regia di Steve Miner (1999)
- Lake Placid 4 - Capitolo finale, regia di Don Michael Paul (2012)

### Produttore esecutivo
- The Crazy Ones – serie TV, 22 episodi (2013-2014)
- Big Little Lies - Piccole grandi bugie (Big Little Lies) – serie TV, 15 episodi (2017-2019)
- Mr. Mercedes – serie TV, 30 episodi (2017-2019)
- The Undoing - Le verità non dette (The Undoing) – miniserie TV, 6 puntate (2020)
- Big Sky – serie TV (2020-in corso)
- Cambio di direzione (Big Shot) – serie TV (2021-in corso)
- Nine Perfect Strangers – serie TV, 8 episodi (2021)
- Anatomia di uno scandalo (Anatomy of a Scandal) – miniserie TV, 6 episodi (2022)
- Love & Death – miniserie TV, 7 puntate (2023)
- Presunto innocente (Presumed Innocent) – miniserie TV, 8 puntate (2024)